# Pyrrhocalles antiqua
Pyrrhocalles antiqua är en fjärilsart som beskrevs av Herrich-Schäffer 1863. Pyrrhocalles antiqua ingår i släktet Pyrrhocalles och familjen tjockhuvuden. Inga underarter finns listade i Catalogue of Life.